# كيموتربسين-سي
كيموتربسين C المعروف أيضا باسم كلدكرين أو الإيلاستاز 4 هو الإنزيم الذي في الإنسان المشفر بواسطة جين CTRC 

## وظيفته
كيموتربسين سي عضو في عائلة ببتيداز S1. البروتين المشفر هو عامل تناقص الكالسيوم في الدم الذي لديه نشاط الببتيداز الشبيه بالكيموتربسين.